# Reklama telewizyjna
Reklama telewizyjna (ang. television advertising) – prezentacja produktu bądź usługi przy pomocy przekazu telewizyjnego, krótki film reklamowy wyświetlany w przerwach między programami telewizyjnymi. Prawdopodobnie pierwszą reklamą telewizyjną było umieszczenie marki BULOVA na wielkim zegarze przed głównym wydaniem wiadomości w Stanach Zjednoczonych.
Można wyróżnić następujące elementy reklamy telewizyjnej:
- demonstracja – ukazanie produktu w formie statycznej bądź dynamicznej w różnych kontekstach i w porównaniu z innymi produktami;
- rekomendacja – dany produkt rekomendują najczęściej znane gwiazdy sportu, kina, muzyki, eksperci uznani w danej dziedzinie lub osoby anonimowe występujące jako zwykli eksperci i tak zwani zwykli ludzie;
- humor – filmy reklamowe z akcentami humorystycznymi, w których uwaga widza jest kierowana na produkt, nie służy zaś rozrywce;
- scenka rodzajowa z życia – ma na celu wywołanie u odbiorcy poczucia identyfikacji z określoną sytuacją;
- styl życia – celem tego przekazu jest wywołanie u widza pragnienia przejęcia prezentowanego stylu życia np. pragnienia bycia bogatym;
- animacja – reklama telewizyjna stworzona za pomocą techniki animacji, kierowana jest głównie do najmłodszych odbiorców;
- irracjonalny powód – odbiorcom podaje tak zwany racjonalny powód, który ma uzasadnić dokonanie zakupu danego produktu;
- emocje – w tych przekazach emocje mają istotny wpływ dla podjęcia decyzji zakupu.